# Tuyến Bờ Tây (Đài Loan)
Tuyến Bờ Tây (tiếng Trung: 縱貫線; bính âm: Zòngguàn xiàn; Bạch thoại tự: Chhiòng-koàn sòaⁿ) là tuyến đường sắt của Cục Đường sắt Đài Loan ở phía tây Đài Loan. Đây là tuyến bận rộn nhất, đã phục vụ hơn 171 triệu hành khách trong năm 2016. Tổng chiều dài của tuyến là 404,5 km.
Dòng này là một phân loại chính thức của các bản nhạc vật lý và không tương ứng với các dịch vụ cụ thể. Nó được kết nối với tuyến Đài Trung (tuyến núi; 山線) tại Trúc Nam và Chương Hóa. Nhiều dịch vụ rẽ vào đất liền để đi tuyến đường Đài Trung, sau đó quay lại tuyến Bờ Tây. Lịch trình xe lửa và bảng khởi hành đánh dấu đường núi hoặc ven biển (海線) để chỉ ra tuyến đường đã đi.

## Lịch sử
Tuyến đường sắt ban đầu giữa Cơ Long và Dại Đạo Trình được hoàn thành vào năm 1891. Đoạn giữa Dại Đạo Trình và Tân Trúc đã hoàn thành vào năm 1893. Tuy nhiên, trong thời kỳ Nhật Bản, các đoạn này đều được Chính phủ Đài Loan xây dựng lại như một phần của Đường sắt thân cây Đài Loan (縱貫鐵道, Jūkan Tetsudō). Đường sắt thân cây Đài Loan được hoàn thành vào năm 1908 với tuyến đường từ Kīrun (基隆, Cơ Long) qua Taihoku (臺北, Đài Bắc), Shinchiku (新竹, Tân Trúc), Taichū (臺中, Đài Trung), Tainan (臺南, Đài Nam), đến Takao (高雄, Cao Hùng).
Đường sắt thân cây Đài Loan tại thời điểm đó đã đi qua tất cả các thành phố lớn ở phía tây Đài Loan. Tuy nhiên, địa hình xung quanh Taichū (Đài Trung) đã tạo ra một nút cổ chai đáng kể cho vận tải hàng hóa đường sắt. Để giải quyết vấn đề này, Tổng cục Chính phủ Đài Loan đã quyết định xây dựng tuyến Ven Biển (海岸線, Kaigan-sen) giữa Chikunan (竹南, Trúc Nam) và Shōka (彰化, Chương Hóa) để giải tỏa tắc nghẽn. Việc xây dựng Tuyến đường ven biển được bắt đầu vào năm 1919 và hoàn thành vào năm 1922. Tuyến đường ven biển sau đó trở thành một phần của Tuyến Bờ Tây chính, và tuyến đường sắt ban đầu thông qua Taichū (Đài Trung) được đặt tên là một tuyến riêng (Tuyến Đài Trung).
Do các mẫu dịch vụ, các tuyến sau thường được gọi chung là  Tuyến chính phía Tây  (tiếng Trung: 西部幹線; Bạch thoại tự: Se-pō͘ Kàn-sòaⁿ):
| Tên ga          | Tiếng Trung | Tiếng Đài Loan    | Tiếng Khách Gia | Độ dài              | Ga cuối                                          |
| --------------- | ----------- | ----------------- | --------------- | ------------------- | ------------------------------------------------ |
| Tuyến Bờ Tây    | 縱貫線      | Chhiòng-koàn Sòaⁿ | Chiúng-kon Sien | 404,5 km (251,3 mi) | từ Cơ Long đến Cao Hùng                          |
| Tuyến Đài Trung | 臺中線      | Tâi-tiong Sòaⁿ    | Thòi-chûng Sien | 85,5 km (53,1 mi)   | từ Trúc Nam đến Chương Hóa (thông qua Đài Trung) |
| Tuyến Bình Đông | 屏東線      | Pîn-tong Sòaⁿ     | Phìn-tûng Sien  | 61,3 km (38,1 mi)   | từ Cao Hùng đến Phương Liêu                      |

## Ga
| Tên ga                | Tiếng Trung | Tiếng Đài Loan    | Tiếng Khách Gia      | Chuyển đổi                                                             | Vị trí      | Vị trí           |
| --------------------- | ----------- | ----------------- | -------------------- | ---------------------------------------------------------------------- | ----------- | ---------------- |
| Cơ Long               | 基隆        | Ke-lâng           | Kî-lùng              |                                                                        | Nhân Ái     | Cơ Long          |
| Tam Khanh             | 三坑        | Saⁿ-kheⁿ          | Sâm-hâng             |                                                                        | Nhân Ái     | Cơ Long          |
| Bát Đổ                | 八堵        | Peh-tó͘            | Pat-tú               | → Tuyến Nghi Lan                                                       | Noãn Noãn   | Cơ Long          |
| Thất Đổ               | 七堵        | Chhit-tó͘          | Chhit-tú             |                                                                        | Thất Đổ     | Cơ Long          |
| Bách Phúc             | 百福        | Pah-hok           | Pak-fuk              |                                                                        | Thất Đổ     | Cơ Long          |
| Ngũ Đổ                | 五堵        | Gō͘-tó͘             | Ńg-tú                |                                                                        | Tịch Chỉ    | Tân Bắc          |
| Tịch Chỉ              | 汐止        | Se̍k-chí           | Sip-chṳ́              |                                                                        | Tịch Chỉ    | Tân Bắc          |
| Tịch Khoa             | 汐科        | Se̍k-kho           | Sip-khô              |                                                                        | Tịch Chỉ    | Tân Bắc          |
| Nam Cảng              | 南港        | Lâm-káng          | Nàm-kóng             | Nam Cảng · Hệ thống đường sắt đô thị Đài Bắc Nam Cảng                  | Nam Cảng    | Đài Bắc          |
| Tùng Sơn              | 松山        | Siông-san         | Chhiùng-sân          | Hệ thống đường sắt đô thị Đài Bắc Tùng Sơn                             | Tùng Sơn    | Đài Bắc          |
| Đài Bắc               | 臺北        | Tâi-pak           | Thòi-pet             | Đài Bắc · Hệ thống đường sắt đô thị Đài Bắc Đài Bắc · A Đài Bắc (200m) | Trung Chính | Đài Bắc          |
| Vạn Hoa               | 萬華        | Bān-hôa           | Van-fà               | Hệ thống đường sắt đô thị Đài Bắc Đền Long Sơn                         | Vạn Hoa     | Đài Bắc          |
| Bản Kiều              | 板橋        | Pang-kiô          | Pán-khiâu            | Bản Kiều · Hệ thống đường sắt đô thị Đài Bắc Bản Kiều                  | Bản Kiều    | Tân Bắc          |
| Phù Châu              | 浮洲        | Phû-chiu          | Feù-chû              |                                                                        | Thụ Lâm     | Tân Bắc          |
| Thụ Lâm               | 樹林        | Chhiū-nâ          | Su-lìm               |                                                                        | Thụ Lâm     | Tân Bắc          |
| Thụ Lâm Nam           | 南樹林      | Lâm-chhiū-nâ      | Nàm Su-lìm           |                                                                        | Thụ Lâm     | Tân Bắc          |
| Sơn Giai              | 山佳        | Soaⁿ-á-kha        | Sân-kâ               |                                                                        | Thụ Lâm     | Tân Bắc          |
| Oanh Ca               | 鶯歌        | Eng-ko            | Yîn-kô               |                                                                        | Oanh Ca     | Tân Bắc          |
| Đào Viên              | 桃園        | Thô-hn̂g           | Thò-yèn              |                                                                        | Đào Viên    | Đào Viên         |
| Nội Lịch              | 內壢        | Lāi-le̍k           | Nui-la̍k              |                                                                        | Trung Lịch  | Đào Viên         |
| Trung Lịch            | 中壢        | Tiong-le̍k         | Chûng-la̍k            | A Trung Lịch (u/c)                                                     | Trung Lịch  | Đào Viên         |
| Phố Tâm               | 埔心        | Po͘-sim            | Pu-sîm               |                                                                        | Dương Mai   | Đào Viên         |
| Dương Mai             | 楊梅        | Iûⁿ-mûi           | Yòng-mòi             |                                                                        | Dương Mai   | Đào Viên         |
| Phú Cương             | 富岡        | Hù-kong           | Fu-kông              |                                                                        | Dương Mai   | Đào Viên         |
| Tân Phú               | 新富        | Sin-hù            | Sîn-fu               |                                                                        | Dương Mai   | Đào Viên         |
| Bắc Hồ                | 北湖        | Pak-ô͘             | Pet-fù               |                                                                        | Hồ Khẩu     | Huyện Tân Trúc   |
| Hồ Khẩu               | 湖口        | Ô͘-kháu            | Fù-khiéu             |                                                                        | Hồ Khẩu     | Huyện Tân Trúc   |
| Tân Phong             | 新豐        | Sin-hong          | Sîn-fûng             |                                                                        | Tân Phong   | Huyện Tân Trúc   |
| Trúc Bắc              | 竹北        | Tek-pak           | Chuk-pet             |                                                                        | Trúc Bắc    | Huyện Tân Trúc   |
| Tân Trúc Bắc          | 北新竹      | Pak Sin-tek       | Pet Sîn-chuk         | → Tuyến Nội Loan                                                       | Đông        | Tân Trúc         |
| Tân Trúc              | 新竹        | Sin-tek           | Sîn-chuk             | → Tuyến Nội Loan                                                       | Đông        | Tân Trúc         |
| Tam Tính Hà           | 三姓橋      | Saⁿ-sèⁿ-kiô       | Sâm-siang-khiâu      |                                                                        | Hương Sơn   | Tân Trúc         |
| Hương Sơn             | 香山        | Hiong-san         | Hiông-sân            |                                                                        | Hương Sơn   | Tân Trúc         |
| Kỳ Đỉnh               | 崎頂        | Kiā-téng          | Khi-táng             |                                                                        | Trúc Nam    | Huyện Miêu Lật   |
| Trúc Nam              | 竹南        | Tek-lâm           | Chuk-nằm             | → Tuyến Đài Trung                                                      | Trúc Nam    | Huyện Miêu Lật   |
| Đàm Văn               | 談文        | Tâm-bûn           | Thàm-vùn             |                                                                        | Tạo Kiều    | Huyện Miêu Lật   |
| Đại Sơn               | 大山        | Tōa-soaⁿ          | Thai-sân             |                                                                        | Hậu Long    | Huyện Miêu Lật   |
| Hậu Long              | 後龍        | Āu-lâng           | Heu-liùng            |                                                                        | Hậu Long    | Huyện Miêu Lật   |
| Long Cảng             | 龍港        | Lêng-káng         | Liùng-kóng           |                                                                        | Hậu Long    | Huyện Miêu Lật   |
| Bại Sa Đồn            | 白沙屯      | Pe̍h-soa-tūn       | Pha̍k-sâ-thûn         |                                                                        | Thông Tiêu  | Huyện Miêu Lật   |
| Tân Bộ                | 新埔        | Sin-po͘            | Sîn-phû              |                                                                        | Thông Tiêu  | Huyện Miêu Lật   |
| Thông Tiêu            | 通霄        | Thong-siau        | Thûng-siau           |                                                                        | Thông Tiêu  | Huyện Miêu Lật   |
| Uyển Lý               | 苑裡        | Oán-lí            | Yén-lî               |                                                                        | Uyển Lý     | Huyện Miêu Lật   |
| Nhật Nam              | 日南        | Ji̍t-lâm           | Ngit-nằm             |                                                                        | Đại Giáp    | Đài Trung        |
| Đại Giáp              | 大甲        | Tāi-kah           | Thai-kap             |                                                                        | Đại Giáp    | Đài Trung        |
| Cảng Đài Trung        | 臺中港      | Tâi-tiong-káng    | Thòi-chûng-kóng      |                                                                        | Thanh Thủy  | Đài Trung        |
| Thanh Thủy            | 清水        | Chheng-chúi       | Chhîn-súi            |                                                                        | Thanh Thủy  | Đài Trung        |
| Sa Lộc                | 沙鹿        | Soa-lak           | Sâ-lu̍k               |                                                                        | Sa Lộc      | Đài Trung        |
| Long Tĩnh             | 龍井        | Liông-chéⁿ        | Liùng-chiáng         |                                                                        | Longjing    | Đài Trung        |
| Đại Đỗ                | 大肚        | Tōa-tō͘            | Thai-tú              |                                                                        | Đại Đỗ      | Đài Trung        |
| Truy Phân             | 追分        | Tui-hun           | Tûi-fûn              | → Tuyến Thành Truy (to Tuyến Đài Trung)                                | Đại Đỗ      | Đài Trung        |
| Chương Hóa            | 彰化        | Chiong-hoà        | Chông-fa             | → Tuyến Đài Trung                                                      | Chương Hóa  | Huyện Chương Hóa |
| Hoa Đàn               | 花壇        | Hoe-toâⁿ          | Fâ-thàn              |                                                                        | Huatan      | Huyện Chương Hóa |
| Đại Thôn              | 大村        | Tāi-chhoan        | Thai-chhûn           |                                                                        | Đại Thôn    | Huyện Chương Hóa |
| Viên Lâm              | 員林        | Oân-lîm           | Yèn-lìm              |                                                                        | Viên Lâm    | Huyện Chương Hóa |
| Vĩnh Tĩnh             | 永靖        | Éng-chēng         | Yún-chhìn            |                                                                        | Vĩnh Tĩnh   | Huyện Chương Hóa |
| Xã Đầu                | 社頭        | Siā-thâu          | Sa-theù              |                                                                        | Xã Đầu      | Huyện Chương Hóa |
| Điền Trung            | 田中        | Tiân-tiong        | Thièn-chûng          |                                                                        | Điền Trung  | Huyện Chương Hóa |
| Nhị Thủy              | 二水        | Jī-chúi           | Ngi-súi              | → Tuyến Tập Tập                                                        | Nhị Thủy    | Huyện Chương Hóa |
| Lâm Nội               | 林內        | Nâ-lāi            | Lìm-nui              |                                                                        | Lâm Nội     | Huyện Vân Lâm    |
| Thạch Lựu             | 石榴        | Chio̍h-liû         | Sa̍k-liû              |                                                                        | Đấu Lục     | Huyện Vân Lâm    |
| Đấu Lục               | 斗六        | Táu-la̍k           | Teú-liuk             |                                                                        | Đấu Lục     | Huyện Vân Lâm    |
| Đấu Nam               | 斗南        | Táu-lâm           | Teú-nằm              |                                                                        | Đấu Nam     | Huyện Vân Lâm    |
| Thạch Quy             | 石龜        | Chio̍h-ku          | Sa̍k-kuî              |                                                                        | Đấu Nam     | Huyện Vân Lâm    |
| Đại Lâm               | 大林        | Tōa-nâ            | Thai-lìm             |                                                                        | Đại Lâm     | Huyện Gia Nghĩa  |
| Dân Hùng              | 民雄        | Bîn-hiông         | Mìn-hiùng            |                                                                        | Dân Hùng    | Huyện Gia Nghĩa  |
| Gia Bắc               | 嘉北        | Ka-pak            | Kâ-pet               |                                                                        | Đông        | Gia Nghĩa        |
| Gia Nghĩa             | 嘉義        | Ka-gī             | Kâ-ngi               | Đường sắt rừng A Lý Sơn                                                | Tây         | Gia Nghĩa        |
| Thủy Thượng           | 水上        | Chúi-siōng        | Súi-sông             |                                                                        | Thủy Thượng | Huyện Gia Nghĩa  |
| Nam Tĩnh              | 南靖        | Lâm-chēng         | Nàm-chhìn            |                                                                        | Thủy Thượng | Huyện Gia Nghĩa  |
| Hậu Bích              | 後壁        | Āu-piah           | Heu-piak             |                                                                        | Hậu Bích    | Đài Nam          |
| Tân Doanh             | 新營        | Sin-iâⁿ           | Sîn-yàng             |                                                                        | Tân Doanh   | Đài Nam          |
| Liễu Doanh            | 柳營        | Liú-iâⁿ           | Liú-yàng             |                                                                        | Liễu Doanh  | Đài Nam          |
| Lâm Phượng Doanh      | 林鳳營      | Lîm-hōng-iâⁿ      | Lìm-fung-yàng        |                                                                        | Lục Giáp    | Đài Nam          |
| Long Điền             | 隆田        | Liông-tiân        | Lùng-thièn           |                                                                        | Quan Điền   | Đài Nam          |
| Bạt Lâm               | 拔林        | Pa̍t-á-nâ          | Pha̍t-lìm             |                                                                        | Quan Điền   | Đài Nam          |
| Thiện Hóa             | 善化        | Siān-hòa          | San-fa               |                                                                        | Thiện Hóa   | Đài Nam          |
| Nam Khoa              | 南科        | Lâm-kho           | Nàm-khô              |                                                                        | Tân Thị     | Đài Nam          |
| Tân Thị               | 新市        | Sin-chhī          | Sîn-sṳ               |                                                                        | Tân Thị     | Đài Nam          |
| Vĩnh Khang            | 永康        | Éng-khong         | Yún-không            |                                                                        | Vĩnh Khang  | Đài Nam          |
| Đại Kiều              | 大橋        | Tōa-kiô           | Thai-khiâu           |                                                                        | Vĩnh Khang  | Đài Nam          |
| Đài Nam               | 臺南        | Tâi-lâm           | Thòi-nằm             |                                                                        | Đông        | Đài Nam          |
| Bảo An                | 保安        | Pó-an             | Pó-ôn                |                                                                        | Nhân Đức    | Đài Nam          |
| Nhân Đức              | 仁德        | Jîn-tek           | Yìn-tet              |                                                                        | Nhân Đức    | Đài Nam          |
| Trung Châu            | 中洲        | Tiong-chiu        | Chûng-chû            | → Tuyến Sa Lôn                                                         | Nhân Đức    | Đài Nam          |
| Đại Hồ                | 大湖        | Tōa-ô͘             | Thai-fù              |                                                                        | Lộ Trúc     | Cao Hùng         |
| Lộ Trúc               | 路竹        | Lō͘-tek            | Lu-chuk              |                                                                        | Lộ Trúc     | Cao Hùng         |
| Cương Sơn             | 岡山        | Kong-san          | Kông-sân             |                                                                        | Cương Sơn   | Cao Hùng         |
| Kiều Đầu              | 橋頭        | Kiô-á-thâu        | Khiâu-thèu           | Hệ thống giao thông nhanh Cao Hùng R Kiều Đầu                          | Kiều Đầu    | Cao Hùng         |
| Nam Tử                | 楠梓        | Lâm-á-kheⁿ        | Nâm-chṳ́              |                                                                        | Nam Tử      | Cao Hùng         |
| Tân Tả Doanh          | 新左營      | Sin-chó-iâⁿ       | Sîn-chó-yàng         | Tả Doanh · Hệ thống giao thông nhanh Cao Hùng R Tả Doanh/THSR          | Tả Doanh    | Cao Hùng         |
| Tả Doanh–Phượng Thành | 左營·舊城   | Chó-iâⁿ (Kū-siâⁿ) | Chó-yàng (Khiu-sàng) |                                                                        | Tả Doanh    | Cao Hùng         |
| Nội Duy               | 內惟        | Lāi-ûi            | Nui-vì               |                                                                        | Cổ Sơn      | Cao Hùng         |
| Bảo tàng nghệ thuật   | 美術館      | Bí-su̍t-koán       | Mî-su̍t-kón           |                                                                        | Cổ Sơn      | Cao Hùng         |
| Cổ Sơn                | 鼓山        | Kó͘-san            | Kú-sân               |                                                                        | Cổ Sơn      | Cao Hùng         |
| Tam Khối Xó           | 三塊厝      | Saⁿ-tè-chhù       | Sân-khoài-chhṳ̀       |                                                                        | Tam Dân     | Cao Hùng         |
| Cao Hùng              | 高雄        | Ko-hiông          | Kô-hiùng             | → Tuyến Bình Đông · Hệ thống giao thông nhanh Cao Hùng R Cao Hùng      | Tam Dân     | Cao Hùng         |